# Wulukekule
Wulukekule (kinesiska: 乌鲁克库勒) är en sjö i Kina. Den ligger i den autonoma regionen Xinjiang, i den nordvästra delen av landet, omkring 1 000 kilometer sydväst om regionhuvudstaden Ürümqi. Wulukekule ligger 4 669 meter över havet. Arean är 14,9 kvadratkilometer. Trakten runt Wulukekule är ofruktbar med lite eller ingen växtlighet. Den sträcker sig 5,3 kilometer i nord-sydlig riktning, och 5,3 kilometer i öst-västlig riktning.
Genomsnittlig årsnederbörd är 172 millimeter. Den regnigaste månaden är juni, med i genomsnitt 42 mm nederbörd, och den torraste är november, med 2 mm nederbörd.